# Хилман (тауншип, округ Моррисон, Миннесота)
Хилман (англ. Hillman) — тауншип в округе Моррисон, Миннесота, США. На 2000 год его население составило 164 человек.

## География
По данным Бюро переписи населения США площадь тауншипа составляет 73,2 км², из которых 73,1 км² занимает суша, a вода составляет 0,04 %.

## Демография
По данным переписи населения 2000 года здесь находились 164 человека, 52 домохозяйства и 44 семьи. Плотность населения — 2,2 чел./км². На территории тауншипа расположено 56 построек со средней плотностью 0,8 построек на один квадратный километр. Расовый состав населения: 99,39 % белых и 0,61 % коренных американцев. Испанцы или латиноамериканцы любой расы составляли 3,66 % от популяции тауншипа.
Из 52 домохозяйств в 46,2 % воспитывались дети до 18 лет, в 75,0 % проживали супружеские пары и в 13,5 % домохозяйств проживали несемейные люди. 13,5 % домохозяйств состояли из одного человека, при том 1,9 % из — одиноких пожилых людей старше 65 лет. Средний размер домохозяйства — 3,15, а семьи — 3,47 человека.
31,1 % населения — младше 18 лет, 11,6 % — в возрасте от 18 до 24 лет, 28,0 % — от 25 до 44, 22,0 % — от 45 до 64, и 7,3 % — старше 65 лет. Средний возраст — 34 года. На каждые 100 женщин приходилось 121,6 мужчин. На каждые 100 женщин старше 18 приходилось 151,1 мужчин.
Средний годовой доход домохозяйства составлял 45 938 долларов, а средний годовой доход семьи — 47 917 долларов. Средний доход мужчин — 18 750 долларов, в то время как у женщин — 36 667. Доход на душу населения составил 13 345 долларов. За чертой бедности находились 6,4 % семей и 7,3 % всего населения тауншипа, из которых 3,3 % младше 18 лет.